# Henry Charlton Bastian
Henry Charlton Bastian (Truro, Inglaterra, 26 de abril de 1837 – Chesham Bois, 17 de novembro de 1915) foi um fisiologista e neurologista inglês. Bastian formou-se em 1861, na Universidade de Londres. Fellow (Membro) da Royal Society em 1868. 
Bastian foi um defensor da doutrina da archebiosis e acreditava que tinha testemunhado a geração espontânea de organismos vivos a partir de matéria não-viva sob o seu microscópio.

## Obra
- Monograph of the Anguillulidae (1865)
- The Beginnings of Life: being some account of the nature, modes of origin and transformation of lower organisms, I–II (1872)
- The Brain as an Organ of Mind (1880)
- The "muscular sense" its nature and cortical localisation (1887) [1]
- A Treatise on Aphasia and Other Speech Defects (1898)

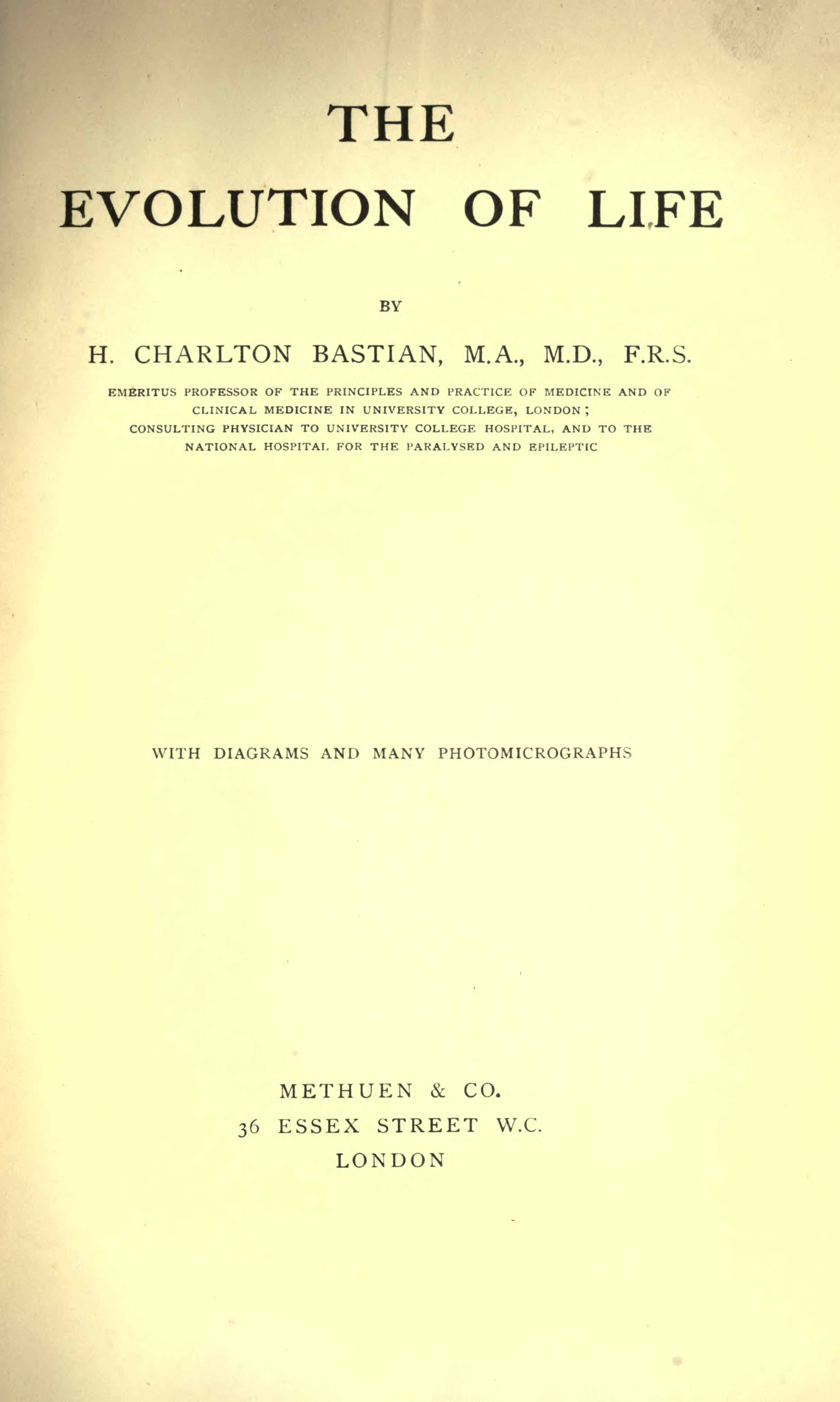
The Evolution of Life, 1907